# Cultura Belgiei

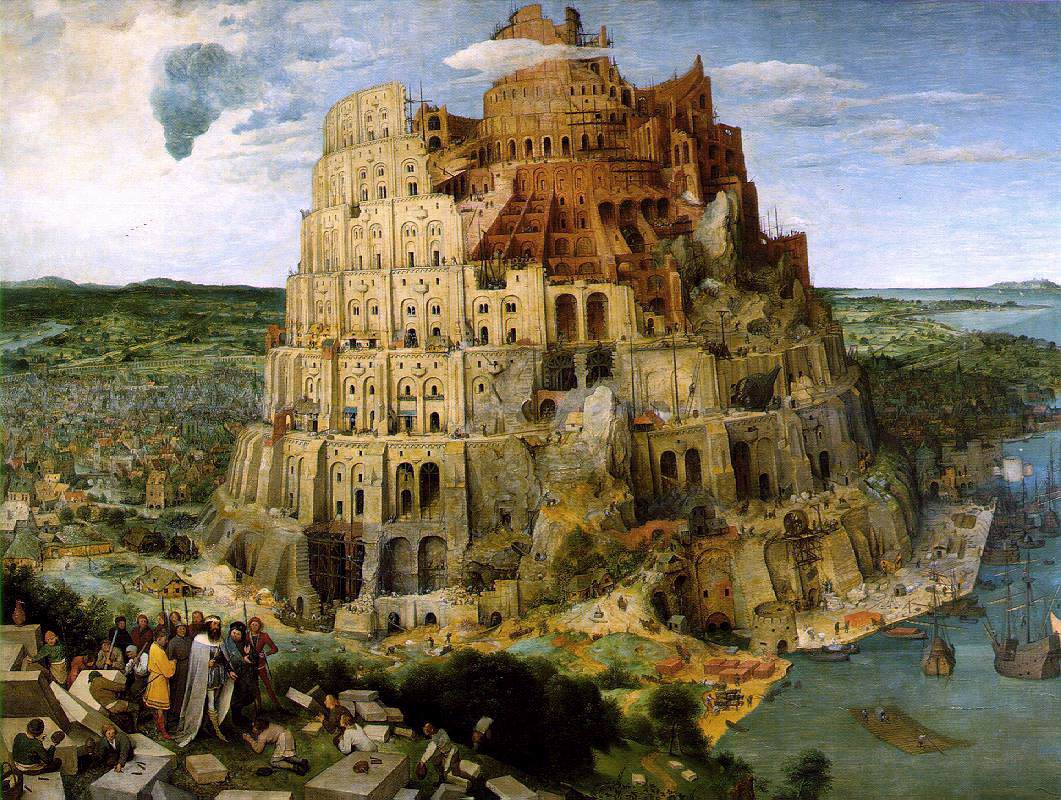
Turnul Babel (c. 1563) de Pieter Bruegel cel Bătrân

Viața culturală belgiană a avut tendința să se desfășoare în fiecare comunitate. Din anii 1970 nu mai există universități bilingve, cu excepția Academiei Militare Regale, sau mijloace de informare în masă. Nici o instituție culturală sau organizație științifică nu reprezintă ambele comunități. În ciuda diviziunilor politice și lingvistice care s-au schimbat deseori de-a lungul secolelor, regiunea ce corespunde actualei Belgii a cunoscut dezvoltarea a numeroase mișcări artistice care au avut un impact puternic asupra culturii europene.

## Artă
În perioada medievală contribuțiile în domeniul picturii și arhitecturii au fost foarte importante. Pictura olandeză timpurie, pictura flamandă și barocă precum și numeroase exemple de arhitectură romanică, gotică, renascentistă și barocă au reprezentat momente importante din istoria artei. De asemenea tapiseriile flamande au fost foarte apreciate și căutate de întreaga nobilime europeană până în secolul al XVIII-lea. Numeroși artiști celebri au trăit pe teritoriul actualei Belgii: Jan van Eyck, Pieter Bruegel cel Bătrân, Peter Paul Rubens sau Antoon van Dyck.
În secolul XIX și XX au apărut o serie de pictori belgieni importanți romantici, expresioniști sau suprarealiști ca Egide Wappers, Constant Permeke sau René Magritte. În arhitectură Victor Horta și Henry van de Velde au fost printre principalii promotori ai stilului Art Nouveau. 
Printre cei mai cunoscuți scriitori belgieni pot fi amintiți poetul Emile Verhaeren și romancierii Hendrik Conscience, Georges Simenon, Suzanne Lilar și Amélie Nothomb. În 1911, poetului și dramaturgului Maurice Maeterlinck i s-a decernat Premiul Nobel pentru literatură. Benzile desenate Aventurile lui Tintin  de Hergé sunt cele mai cunoscute benzi desenate belgiene, dar mulți alți autori, Peyo, André Franquin, Edgar P. Jacobs, Marc Sleen sau Willy Vandersteen, au făcut ca industria belgiană de benzi desenate să poată fi considerată la fel de importantă precum cele din Statele Unite sau Japonia.

## Gastronomie
Printre cele mai cunoscute specialități belgiene se numără gofrele, cartofii prăjiți și midiile. Țara este cunoscută la nivel internațional și pentru berea sa și pentru ciocolată. 